# جایزه گرامافون

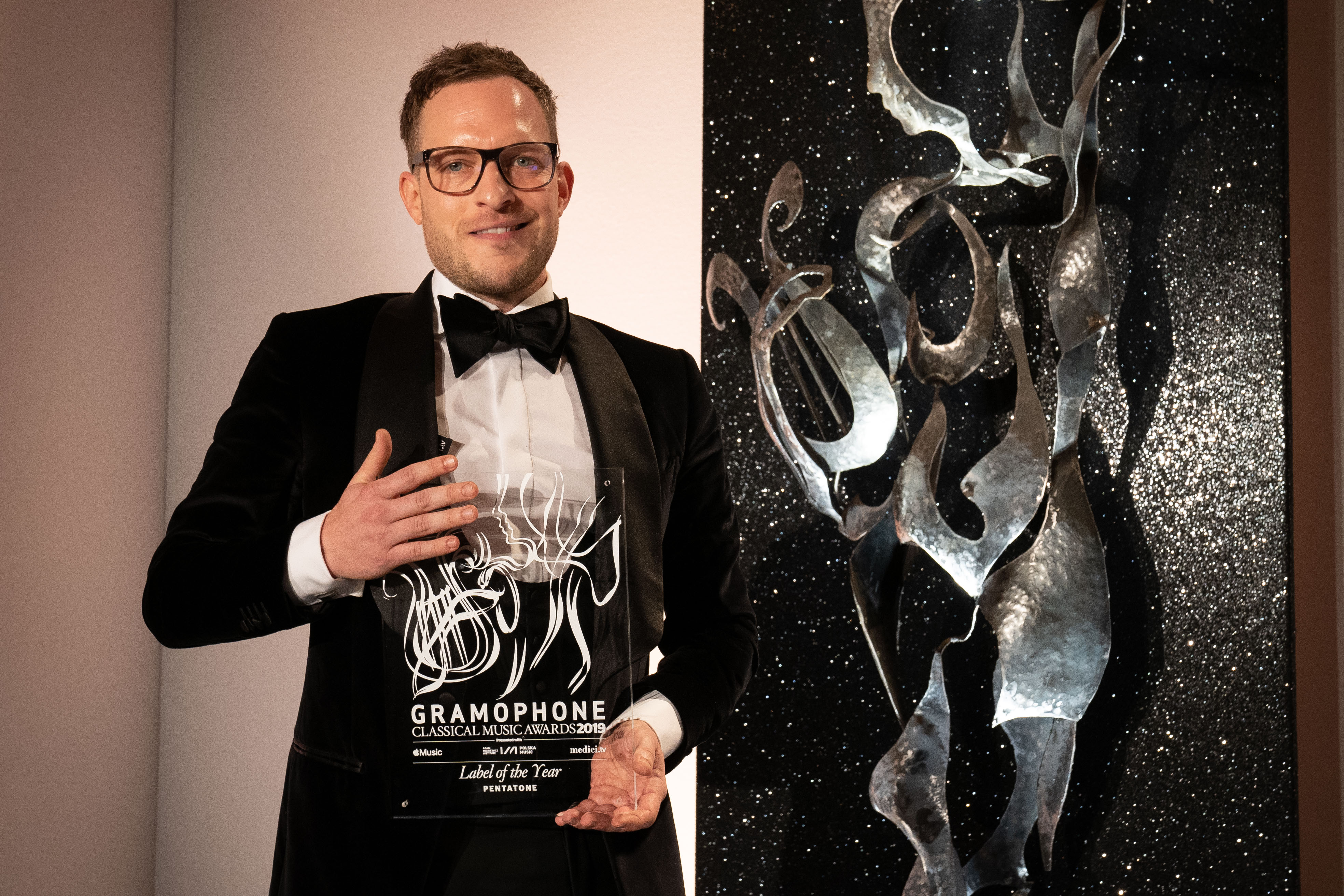
مدیر عامل پنتاتون، سیمون ادر، جایزه بهترین لیبل سال ۲۰۱۹ از گرامافون را دریافت کرد.

جایزه گرامافون (انگلیسی: Gramophone Award) از معتبرترین و باارزش‌ترین جوایز در سطح جهان است که که از سال ۱۹۷۷ هرساله به برترین آثار در صنعت موسیقی کلاسیک اعطا می‌شود. این جایزه، اسکارِ موسیقی کلاسیک و همچنین گرَمی بریتانیایی لقب گرفته و گاه از جایزه گرمی نیز برتر دانسته شده‌است.
برندگان هرساله از سوی منتقدانِ مجلهٔ گرامافون و دست‌اندرکاران مختلف صنعت موسیقی همچون فروشندگان و عرضه‌کنندگان، مدیران هنری و موسیقی‌دانان برگزیده می‌شوند. جوایز سپتامبر هر سال در لندن اعطا می‌شود.